# Raven Software
Raven Software är ett datorspelsföretag baserat i Madison, Wisconsin. De grundades 1990 av bröderna Brian och Steve Raffel. Raven har länge samarbetat med id Software, vilket har lett till att de utvecklade det fjärde spelet i id:s Quake-serie, Quake 4. De är också kända för att ha utvecklat förstapersonskjutarspelet Singularity, som släpptes den 25 juni 2010.
Företaget medverkade även i produktionen av det åttonde spelet i Call of Duty-serien, Call of Duty: Modern Warfare 3, då de hjälpte Infinity Ward med flerspelarspel-delen av spelet.

## Spel
| Speltitel                                       | Datum | Format |
| ----------------------------------------------- | ----- | --- |
| Black Crypt                                     | 1992  | Amiga |
| Shadowcaster                                    | 1993  | DOS |
| Cyclones                                        | 1994  | DOS |
| Heretic                                         | 1994  | MS-DOS, Mac OS Classic                                                                                       |
| Hexen                                           | 1995  | MS-DOS, Mac OS Classic, Sega Saturn, Playstation, Nintendo 64                                                |
| Necrodome                                       | 1996  | Microsoft Windows                                                                                            |
| Mageslayer                                      | 1997  | Microsoft Windows                                                                                            |
| Take No Prisoners                               | 1997  | Microsoft Windows                                                                                            |
| Hexen II                                        | 1997  | Apple Macintosh, Microsoft Windows                                                                           |
| Hexen II: Portal of Praevus                     | 1998  | Apple Macintosh, Microsoft Windows                                                                           |
| Heretic II                                      | 1998  | Microsoft Windows, Mac OS Classic, Linux, AmigaOS 4, AmigaOS                                                 |
| Soldier of Fortune                              | 2000  | Microsoft Windows, Linux, Playstation 2, Dreamcast                                                           |
| Star Trek: Voyager: Elite Force                 | 2000  | Microsoft Windows, Mac OS Classic, Linux, Playstation 2                                                      |
| Star Trek: Voyager: Elite Force Virtual Voyager | 2000  | Microsoft Windows, Mac OS Classic, Linux, Playstation 2                                                      |
| Star Wars: Jedi Knight II: Jedi Outcast         | 2002  | Microsoft Windows, Mac OS, Xbox, Gamecube                                                                    |
| Soldier of Fortune II: Double Helix             | 2002  | Apple Macintosh, Microsoft Windows, Xbox                                                                     |
| Star Wars: Jedi Knight: Jedi Academy            | 2003  | Microsoft Windows, Mac OS, Xbox                                                                              |
| X-Men Legends                                   | 2004  | Gamecube, N-Gage, Playstation 2, Xbox                                                                        |
| X-Men Legends II: Rise of Apocalypse            | 2005  | Xbox, Gamecube, Playstation 2, N-Gage, Playstation Portable, Microsoft Windows, Mobiltelefon                 |
| Quake 4                                         | 2005  | Microsoft Windows, Linux, Xbox 360, Mac OS                                                                   |
| Marvel: Ultimate Alliance                       | 2006  | Game Boy Advance, Microsoft Windows, Playstation 2, Playstation 3, Playstation Portable, Wii, Xbox, Xbox 360 |
| X-Men Origins: Wolverine                        | 2009  | Playstation 3, Xbox 360, Microsoft Windows, Wii, Playstation 2, Playstation Portable, Nintendo DS            |
| Wolfenstein                                     | 2009  | Microsoft Windows, Xbox 360, Playstation 3                                                                   |
| Singularity                                     | 2010  | Microsoft Windows, Xbox 360, Playstation 3                                                                   |
| Call of Duty: Modern Warfare Remastered         | 2016  | Microsoft Windows, Xbox One, Playstation 4                                                                   |
| Call of Duty: Black Ops 4                       | 2018  | Microsoft Windows, Xbox One, Playstation 4                                                                   |
| Call of Duty: Modern Warfare                    | 2019  | Microsoft Windows, Xbox One, Playstation 4                                                                   |
| Call of Duty: Warzone                           | 2020  | Microsoft Windows, Xbox One, Playstation 4                                                                   |
| Call of Duty: Black Ops Cold War                | 2020  | Microsoft Windows, Xbox One, Playstation 4, Playstation 5, Xbox Series X och Series S                        |
| Call of Duty: Warzone 2.0                       | 2022  | Microsoft Windows, Xbox One, Playstation 4, Playstation 5, Xbox Series X och Series S                        |
| Call of Duty: Black Ops 6                       | 2024  | Microsoft Windows, Xbox One, Playstation 4, Playstation 5, Xbox Series X och Series S                        |
| Call of Duty: Black Ops 7                       | 2025  | Microsoft Windows, Xbox One, Playstation 4, Playstation 5, Xbox Series X och Series S                        |